# Брагім Бутаєб
Брагім Бутаєб  (15 серпня 1967) — марокканський легкоатлет, олімпійський чемпіон.

## Виступи на Олімпіадах
| Олімпіада      | Дисципліна           | Місце |
| -------------- | -------------------- | ----- |
| Сеул 1988      | біг на 10 000 метрів | 1     |
| Барселона 1992 | біг на 5000 метрів   | 4     |

## Зовнішні посилання
- Досьє на sport.references.com [Архівовано 6 січня 2009 у Wayback Machine.]